# الطوف (قفل شمر)

تعديل مصدري - تعديل

الطوف هي إحدى قرى عزلة شمرين بمديرية قفل شمر التابعة لمحافظة حجة، بلغ تعداد سكانها 1162 نسمة حسب تعداد اليمن لعام 2004.